# STEREO 2 (山崎まさよしのアルバム)
『STEREO 2(ステレオツー)』は、山崎まさよし通算2枚目のプライベート・アルバム。1997年11月27日発売。発売元はポリドール・レコード。 

## 解説
プライベート・アルバム第2弾（「プライベート・アルバム」については『STEREO』を参照）。CDケースはプラスチックではなく、透明ケース入り特殊仕様。 
「長男」など、ライヴで定期的に披露される曲が収録されている一方、シングルとしてリリースされた「振り向かない」は山崎自身が「女々しい歌詞」と感じているらしく（ちなみに作詞は本人）、リリース当時からライヴで披露されることは少なかった。2005年開催のアリーナ・ツアー「YAMAZAKI MASAYOSHI ARENA 2005」で久しぶりに披露され、ライヴ盤CD&DVDで商品化された。
CDジャケットは、ファンクラブ会員が選ぶ「好きなジャケット写真～アルバム部門」の第3位に選ばれた。なお、2007年12月19日には、アナログ盤がボックス仕様でリリースされている。 

## 収録曲
| 全作詞・作曲・編曲: 山崎将義。 |                                  |          |            |      |
| #                              | タイトル                         | 作詞     | 作曲・編曲 | 時間 |
| 1.                             | 「Good morning」                 | 山崎将義 | 山崎将義   | 4:02 |
| 2.                             | 「あじさい」(編曲：森俊之)       | 山崎将義 | 山崎将義   | 4:27 |
| 3.                             | 「ピアノ」                       | 山崎将義 | 山崎将義   | 2:43 |
| 4.                             | 「長男」                         | 山崎将義 | 山崎将義   | 3:50 |
| 5.                             | 「ピンボール」                   | 山崎将義 | 山崎将義   | 3:37 |
| 6.                             | 「星に願いを」                   | 山崎将義 | 山崎将義   | 3:45 |
| 7.                             | 「振り向かない（prototype'94）」 | 山崎将義 | 山崎将義   | 4:41 |
| 合計時間:                      | 合計時間:                        | 27:05    |            |      |

### 楽曲解説
1. Good morning
  - リミックスバージョンが2000年10月から1年間、TBSテレビ朝の情報番組『エクスプレス』テーマソングに採用されている。"express mix"と名付けられた同バージョンは12thシングル『Plastic Soul』初回盤のC/W曲として、またベストアルバム『OUT OF THE BLUE』に収録されている。
2. あじさい
3. ピアノ
4. 長男
  - 06年のLIVEツアー「HAND MY ADDRESS」では、全くの別アレンジで披露された[4]。
5. ピンボール
6. 星に願いを
7. 振り向かない（prototype'94）
  - 6thシングルのプロトタイプ。ベストアルバム『BLUE PERIOD』収録の作品はシングルリリースバージョン。

## 関連作品
- WITH STRINGS - ライブアルバム。「あじさい」「振り向かない」収録。
- Transit Time、ONE KNIGHT STANDS - 共にライブアルバム。「振り向かない」収録。